# Xavier Espot Zamora
Xavier Espot Zamora, född 30 oktober 1979 i Escaldes-Engordany, är en andorransk domare och politiker. Han är Andorras före detta justitieminister och landets nuvarande premiärminister sedan maj 2019.

## Biografi
Zamora avlade en juristexamen från ESADE Business School. Han har även en examen inom humaniora från Raimundus Lullus-universitetets filosofiska fakultet.
Under Antoni Martís regering, från och med 2012, var Zamora social-, justitie- och inrikesminister. Han avgick den 27 februari 2019 som minister för att förbereda sin premiärministerkandidatur inför samma års allmänna val.
Efter valet bildade Zamora och Demokraterna en ny regering tillsammans med Liberalerna och CC. Den nya regeringen svors in den 15 mai 2019 med Zamora som dess premiärminister.
I september 2023 kom Zamora offentligt ut som homosexuell på en intervju av RTVA. Under sin mandatperiod som premiärminister har Andorra bl.a. legaliserat samkönat äktenskap och stiftat lagar som skyddar HBTQ-personer från diskriminering.

## Utmärkelser
- Nationalförtjänstorden (Frankrike)[1]